# Kościół Matki Bożej Rokitniańskiej i św. Michała Archanioła w Witkowie
Kościół pw. Matki Bożej Rokitniańskiej i św. Michała Archanioła w Witkowie – katolicki kościół filialny znajdujący się w Witkowie (gmina Szprotawa). Jest kościołem filialnym parafii św. Jana Chrzciciela w Chichach.

## Historia

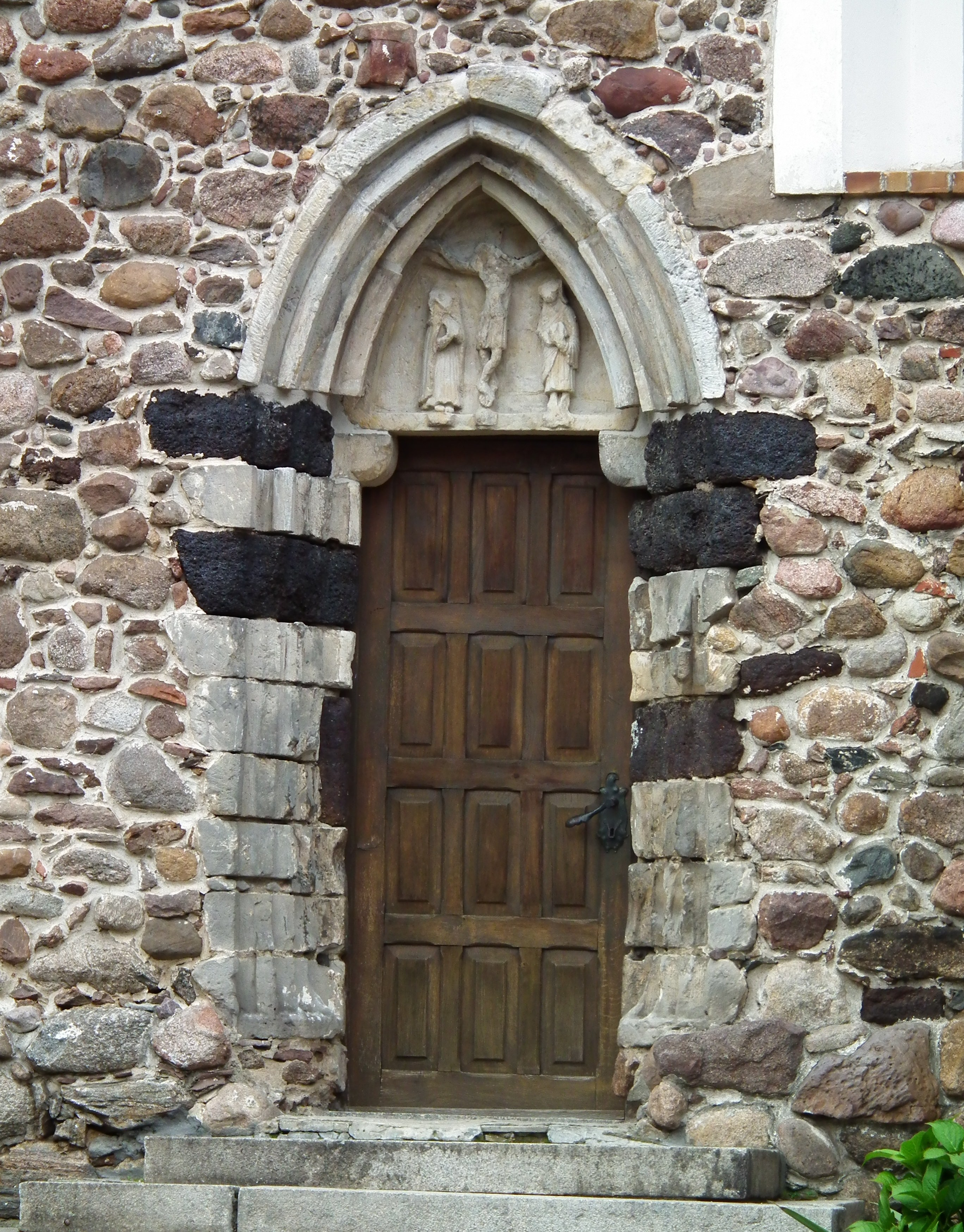
Portal z tympanonem

Jednonawowy kościół wzniesiono z kamienia polnego i rudy darniowej w XIII (druga połowa) lub pierwszej połowie XIV wieku w stylu wczesnogotyckim. Przebudowano go w roku 1521, a także w XVIII wieku.

## Wyposażenie
Wejścia przez dwa kamienne portale wczesnogotyckie. Portal wiodący do prezbiterium ozdabia tympanon z płaskorzeźbą przedstawiającą Jezusa Ukrzyżowanego adorowanego przez Najświętszą Marię Pannę i św. Jana. Wewnątrz obiektu znajduje się płyta nagrobna (XVI wiek) dawnego właściciela wsi – Nickela von Warnsdorfa.

## Otoczenie
Kościół otoczony kamiennym murem z XV-wiecznym budynkiem bramnym.